# Burhan Budai Shan
Burhan Budai Shan (w literaturze występuje także jako Burchan-Budda; chiń. upr. 布尔汗布达山; chiń. trad. 布爾汗布達山; pinyin Bù’ěrhàn Bùdá Shān) – pasmo górskie w Kunlunie, w zachodnich Chinach, w prowincji Qinghai. Rozciąga się równoleżnikowo na długości ok. 320 km i ogranicza od południa Kotlinę Cajdamską, do której stromo opada. Najwyższe szczyty osiągają wysokość ponad 5000 m n.p.m. Pasmo zbudowane z granitów, sjenitów, gnejsów, łupków ilastych i piaskowców. Występują lodowce górskie. Zbocza są poprzecinane dolinami i pokryte roślinnością krzewiastą i trawiastą, charakterystyczną dla pustyń wysokogórskich. Miejscowa ludność zajmuje się pasterstwem koczowniczym.